# Yıldırım
Yıldırım là một huyện thuộc tỉnh Bursa, Thổ Nhĩ Kỳ. Huyện có diện tích 64 km² và dân số thời điểm năm 2007 là 575450 người, mật độ 8991 người/km².